# تيروكي يوشيكاوا
تيروكي يوشيكاوا (باليابانية: 吉川輝昭؛ بالكانا: よしかわ てるあき) هو لاعب كرة قاعدة ياباني، ولد في 13 نوفمبر 1981.

## وصلات خارجية
- تيروكي يوشيكاوا على موقع الدوري الياباني لكرة القاعدة (الإنجليزية)
- تيروكي يوشيكاوا على موقعبيزبول رفرنس.كوم (الدوري الثانوي) (الإنجليزية)